# Polyclinique internationale de l'Indénié
La Polyclinique internationale de l'Indénié a ouvert ses portes en novembre 1993 à Abidjan. Les spécialités médicales et paramédicales de la Polyclinique sont réparties sur 3 pôles : la chirurgie, la maternité et les autres services.
Elle compte environ 650 personnes et 140 médecins y travaillant, et dispose d'une capacité de 243 lits d'hospitalisation, 20 places d'ambulatoire et 6 lits de néonatalogie.